# 1 ФЛ ТВ
1 ФЛ ТВ је први телевизијски емитер у Лихтенштајну. Почео је са радом 15. августа 2008. и емитује на немачком језику. Канал достиже до око 50.000 домаћинстава у Лихтенштајну и малом делу суседне Швајцарске.  Пре него што је канал покренут, људи у Лихтенштајну су уместо тога гледали аустријске и швајцарске ТВ канале.

## Историја
Дана 15. августа 2008. године, 1 ФЛ ТВ почела је са радом након што је лиценцирана од стране владе Лихтенштајна под вођством бизнисмена Петера Келбела.  Емитује се на немачком и представља пословни подухват који води аустријска пословна жена Беатрикс Шартл након Келбелове смрти. 